# Anna Matsdotter (Karth)
Anna Matsdotter (Karth) född okänt år, död 1524, var en svensk nunna. 
Hon var dotter till en borgare i Vadstena, och ska ha blivit medlem i Vadstena kloster år 1498. 
Hon bedöms ha varit skrivaren av handskriften Holm A 9., en Vadstenacodex från tiden 1498-1502. 